# 애와 사
애와 사는 1970년 공개된 대한민국의 영화이다.

## 배역
- 문희
- 신성일
- 최경옥
- 송재호
- 여수진
- 김동원
- 김웅
- 김신재
- 김정옥
- 조덕성
- 전숙
- 임은자
- 강세영
- 이종철
- 이전희